# Àger
Pour les articles homonymes, voir Ager.
Àger est une commune de la province de Lérida, en Catalogne, en Espagne, de la comarque de Noguera

## Géographie
Le village d'Àger est situé au milieu de la vallée du même nom. Il est situé dans la région pré-pyrénéenne au nord de la région de La Noguera. Àger est limité, comme s'il s'agissait d'une fortification naturelle, au nord par la chaîne de montagnes de Montsec, au sud par la Sierra de Montclús et, à l'est et à l'ouest, par les rivières Noguera Pallaresa et Noguera Ribagorçana. Cette protection géostratégique aura une influence déterminante sur son histoire.
La Sierra del Montsec est une longue ligne de calcaire de 40 km s'étendant d'ouest en est. Elle commence à l'ouest de la colline Comiols et meurt dans le voisinage de Benavarri. Le versant sud est divisé en deux falaises tandis que le nord forme un versant régulier. Les deux rivières divisent la chaîne de montagnes en trois parties, à l'origine de son nom (mont sectionné): Montsec d'Estall à l'est, Montsec d'Ares au centre et Montsec de Rúbies à l'ouest.
Le plus haut sommet, St. Alís, se trouve sur le Montsec d’Ares à 1 678 mètres d’altitude.
On y pratique le vol libre.
Cette chaine montagneuse accueille également l' OAdM (Observatori Astronòmic del Montsec).

## Histoire
L'histoire de la ville d'Àger est perdue dans le temps. Son importance géostratégique en a fait une zone frontalière où les batailles et les conquêtes se sont succédé.
La vallée d'Àger était habitée au moins depuis le néolithique et il est probable que la vie urbaine s'est formée à partir d'un peuplement ibérique. Certains vestiges, tels que la nécropole trouvée à côté du cimetière actuel, témoignent d'un passé wisigoth.
La toponymie, les vestiges archéologiques, le sarcophage romain du troisième siècle et la voie romaine témoignent d'une intense romanisation suivie par la domination islamique aux VIIIe, IXe et Xe siècles, période pendant laquelle Ayera était une base militaire musulmane sur la ligne frontière Àger-Artesa.
En 1042, Arnau Mir de Tost conquit la vallée et devint le seigneur de toute la frontière chrétienne, devenant le tronc de la nouvelle légion du Vescomtat d'Àger et plus tard du comté d'Urgell.
Au début du XVe siècle, avec la chute du comté d’Urgell, se termine le chapitre le plus brillant de l’histoire d’Àger, qui restera comme un dominion, avec le reste de la vallée, sous l’archevêché de Tarragone jusqu’à la confiscation de Mendizábal.
Combat d'Àger en 1647, durant la guerre des faucheurs.

## Lieux et monuments
- Abbatiale d'Ager[1].